# Ephemerum rutheanum
Ephemerum rutheanum är en bladmossart som beskrevs av W. P. Schimper in Ruthe 1867. Ephemerum rutheanum ingår i släktet dagmossor, och familjen Ephemeraceae. Inga underarter finns listade i Catalogue of Life.